# Shadows and Reflections
Shadows and Reflections je studiové album anglického zpěváka Marca Almonda. Vydáno bylo 22. září roku 2017 společností BMG. Převážnou část alba produkoval Mike Stevens, částečně se na produkci podíleli také John Harle a Chris Braide. Na desce se nachází jak autorské písně, tak i coververze, například od Burt Bacharacha, Johnnyho Mandela či skupiny The Yardbirds.

## Seznam skladeb
1. Overture
2. Shadows & Reflections
3. I'm Lost Without You
4. How Can I Be Sure
5. Something Bad on My Mind
6. Blue on Blue
7. I Know You Love Me Not
8. Interlude
9. From the Underworld
10. Still I'm Sad
11. Embers
12. Not for Me
13. All Thoughts of Time
14. The Shadow of Your Smile
15. No-one to Say Goodnight To

## Obsazení
- Marc Almond – zpěv
- Ivan Hussey – violoncello
- Mark Stevens – bicí
- Jo Webb – zpěv, klávesy, kytara, baskytara
- Mike Stevens – klávesy, kytara, baskytara, perkuse, zpěv, flétna, klarinet, pozoun, aranžmá
- Urban Soul Orchestra
- The Dreamland Orchestra
- Tim Oliver – varhany
- Chris Braide – klavír, programování bicích, klávesy, doprovodné vokály
- Nichol Thomson – pozoun
- Tom Walsh – trubka
- Stephen Hussey – housle
- Holly Petrie – zpěv
- Iain Hornal – zpěv
- Melanie Lewis-McDonald – zpěv